# Natasja Crone

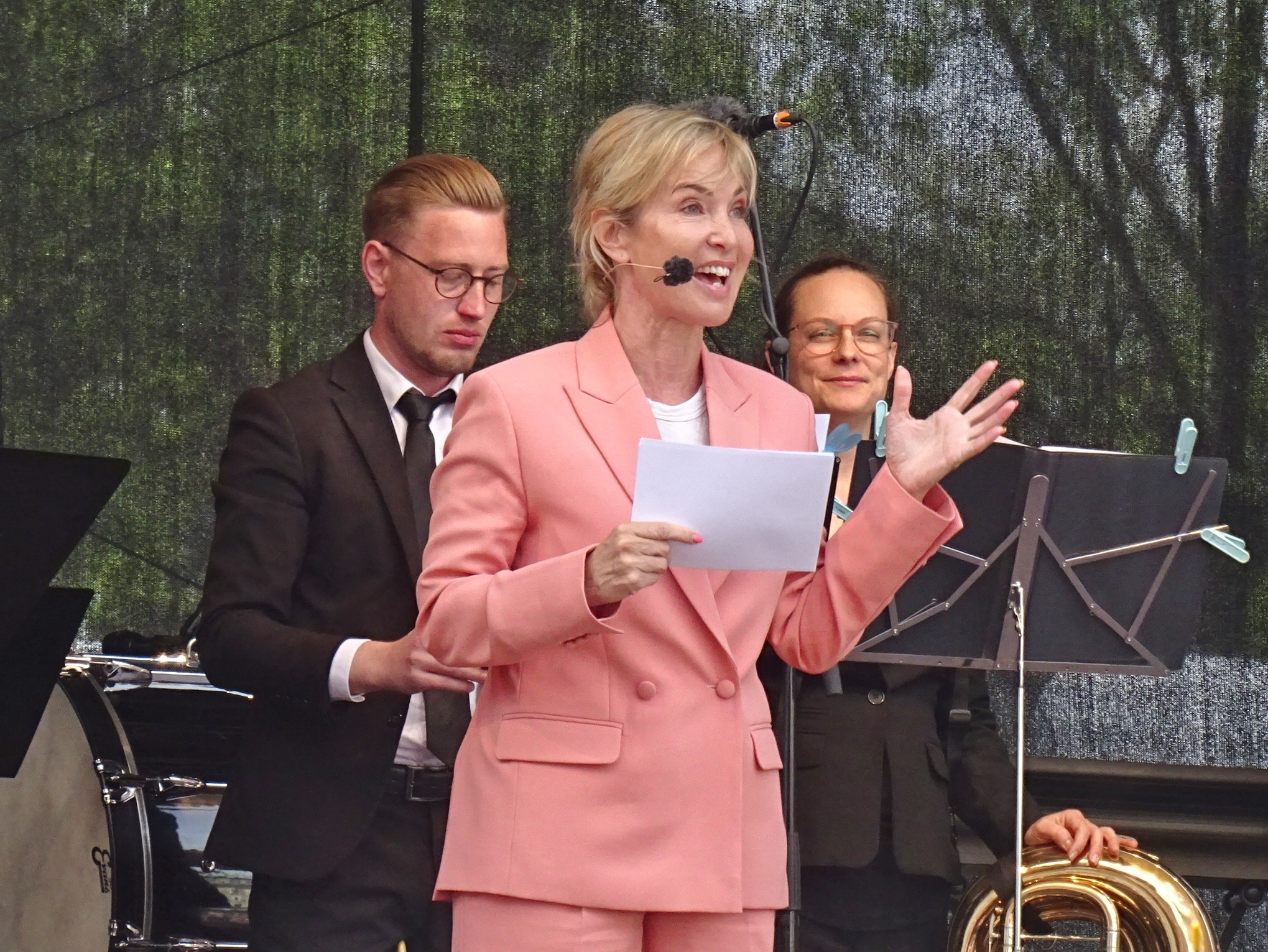
Natasja Crone, 2022.

Natasja Crone (* 12. Juni 1970) ist eine dänische Fernsehmoderatorin und Journalistin.

## Leben und Wirken
Nach ihrem Abschluss an der dänischen Journalistenschule in Aarhus und Praktika bei Berlingske kam sie im Jahr 1998 zur Redaktion der Abteilung Sport bei Danmarks Radio. Mit der Moderation der Millennium-Gala wechselte sie zum Ressort „Unterhaltung“ des Senders. Sie moderierte den Eurovision Song Contest 2001 zusammen mit Søren Pilmark. Hier gab ihr der BBC-Kommentator Terry Wogan den Spitznamen „The Little Mermaid“. Ab 2001 moderierte sie alle drei Staffeln der Talentshow Stjerne for en aften. Von 2006 bis 2008 war sie Nachrichtensprecherin beim Nachrichtenkanal TV2 News. Neben Unterhaltungssendungen und Talkshows moderiert sie auch Berichte über das dänische Königshaus.